# Aphyssura attonita
Aphyssura attonita är en tvåvingeart som beskrevs av Norris 1999. Aphyssura attonita ingår i släktet Aphyssura och familjen spyflugor. Inga underarter finns listade i Catalogue of Life.